# Arthur Bartels
Arthur Bartels (Tübingen, 12 de outubro de 1971) é um matemático alemão.
Bartels estudou matemática a partir de 1992 na Universidade de Mainz e na Universidade de Manchester, obtendo o diploma em Mainz em 1997, orientado por Matthias Kreck (Morsetheorie und Faserbündel über dem Kreis). Obteve um doutorado em 1999 na Universidade da Califórnia em San Diego, orientado por Peter Teichner, com a tese Link Homotopy In Codimension Two No pós-doutorado esteve na Universidade de Münster, onde obteve em 2005 a habilitação e foi assistente. Em 2007 foi Lecturer no Imperial College London e em 2008 professor da Universidade de Münster.
É palestrante convidado do Congresso Internacional de Matemáticos no Rio de Janeiro (2018: K-theory and actions on Euclidean retracts).

## Obras
- com Tom Farrell, Lowell Jones, Holger Reich: On the isomorphism conjecture in algebraic K-theory, Topology, Volume 43, 2004, p. 157–213, Arxiv
- Topologische Starrheit und Gruppenringe, Mitteilungen DMV, Volume 7, 2009, p. 76–83, pdf[ligação inativa]
- com Mladen Bestvina: The Farrell-Jones Conjecture for mapping class groups, Arxiv
- com Wolfgang Lück: The Borel Conjecture for hyperbolic and CAT(0)-groups, Annals of Mathematics, Volume 175, 2012, p. 631–689, Arxiv
- On proofs of the Farrell-Jones conjecture, Arxiv 2012
- com Wolfgang Lück, Holger Reich: On the Farrell-Jones Conjecture and its applications, Journal of Topology, Volume 1, 2008, p. 57–86, Arxiv 2007
- com Wolfgang Lück, Holger Reich: The K-theoretic Farrell-Jones Conjecture for hyperbolic groups, Inventiones Mathematicae, Volume 172, 2008, p. 29–70, Arxiv 2007